# Benedek Szabolcs Fekete
Benedek Szabolcs Fekete (ur. 17 grudnia 1977 w Kőszeg) – węgierski duchowny katolicki, biskup pomocniczy diecezji Szombathely od 2022.

## Życiorys

### Prezbiterat
Święcenia kapłańskie otrzymał 26 czerwca 2002 i został inkardynowany do diecezji Szombathely. Pracował przede wszystkim jako duszpasterz parafialny, był też m.in. notariuszem sądu biskupiego oraz kanclerzem kurii.

### Episkopat
11 marca 2022 papież Franciszek mianował go biskupem pomocniczym diecezji Szombathely, ze stolicą tytularną Basti. Sakry udzielił mu 18 kwietnia 2022 kardynał Péter Erdő.